# Anomalie (filosofie)
Een anomalie is een feit, of verschijnsel, of tegenspraak in een theorie die binnen een bepaald model of paradigma niet verklaard kan worden. Die anomalie is als een vreemde eend in de bijt die de hele bestaande theorie op zijn kop zet. Als in de wetenschap een tegenspraak niet bevredigend kan worden opgelost, dan kan dit ook aanleiding geven tot een paradigmaverschuiving.
De term anomalie werd gebruikt door de filosoof Immanuel Kant in zijn 'Kritiek van de zuivere rede' uit 1781 en speelt verder een grote rol in de leer van de wetenschapsfilosoof Thomas Kuhn.

## Voorbeelden
Een concreet voorbeeld van een anomalie in de wetenschap is een meetresultaat dat niet overeenstemt met wat men volgens de theorie zou verwachten, of een waarneming die niet binnen het bestaande paradigma kan worden verklaard. Een paleontologische anomalie is bijvoorbeeld de Protoavis, een verzameling botjes die niet vanuit de huidige paleontologische kennis kan worden verklaard. Vermoed wordt dat het hier een samenraapsel van botjes van verschillende diersoorten betreft.
In september 2011 werd door CERN gemeten dat neutrino's sneller zijn dan het licht. Dit is een anomalie binnen de relativiteitstheorie van Einstein waarin wordt uitgegaan dat de lichtsnelheid de hoogst haalbare snelheid is. De vraag was dus: is het een meetfout of moet de hele theorie herzien worden. Begin 2012 bleek het eerste juist te zijn.
Een op theoretische gronden gebaseerd voorbeeld van een anomalie in de elektrotechniek kunnen we als volgt beschrijven:
Stel u twee gelijke condensatoren van bijvoorbeeld 1 microFarad voor, de ene geladen met een spanning van 100 V terwijl de andere spanningsloos is. Op een zeker moment verbinden we beide condensatoren met elkaar. De vraag wordt wat de spanning op de beide condensatoren zal zijn. Er is nu uit twee modellen, of paradigma's, te kiezen:
1 De wet van behoud van energie (de spanning wordt ongeveer 70 volt).
2 De wet van behoud van lading (de spanning wordt 50 volt).
Door een experiment blijkt dat wet 2 klopt. Op het eerste gezicht lijken we te maken te hebben met een anomalie voor wet 1! In dit geval wil het niet zeggen dat wet 1 niet klopt, echter, het model is te beperkt. Indien we de interne weerstanden in ons schema opnemen, dan zien we dat een deel van de energie via warmte in de weerstanden wordt omgezet in warmte-energie, waardoor op die manier toch aan de energiebehoudswet wordt voldaan.